# Синьків (заказник)
Си́ньків — ботанічний заказник місцевого значення в Україні. 
Розташований поблизу села Вигода Чортківського району Тернопільської області, в кв. 45, вид. 1 Наддністрянського лісництва Чортківського держлісгоспу, в межах лісового урочища «Синьків». 
Площа — 10 га. Створений відповідно до рішення виконкому Тернопільської обласної ради № 360 від 22 липня 1977 року. Перебуває у віданні Тернопільського обласного управління лісового господарства. 
У 60-річному дубовому лісі масово зростає шафран Гейфеля — вид, занесений до Червоної книги України.